# Jens Peder Hansen
Jens Peder Hansen (født 15. marts 1927 i Esbjerg, død 16. november 1996 i Esbjerg) var en dansk landsholdsspiller i fodbold.

## Karriere

### Klubkarriere
Jens Peder Hansen spillede som helt ung i Esbjerg FC, men skiftede så til den større Esbjerg fB. Her rykkede han direkte fra juniorholdet til førsteholdet, hvor han debuterede som 16-årig. Han spillede derpå på klubbens førstehold i over 22 år og opnåede det ganske usædvanlige at spille sammen med sin søn, Jørgen Peter Hansen, der spillede 37 kampe i perioden 1964-69.
I alt spillede Jens Peder Hansen i perioden 1942–1966 465 kampe og scorede 150 mål for Esbjerg fB og overgås kun i klubben kun med hensyn til kampantal af Ole Kjær (474 kampe) og i antal mål kun af Michael Pedersen (159 mål). Jens Peder Hansen oplevede at være med til at hjemføre klubbens første DM i 1961, hvor han med sine 34 år var ti år ældre end holdets næstældste spiller. Jens Peder Hansen havde en vigtig andel, da mesterskabet skulle afgøres i sidste spillerunde på udebane mod Køge. Esbjerg skulle vinde kampen for at blive mestre, og det så lidt sort ud, da Køge kom foran 1–0. Men vestjydernes nerver blev mere rolige, da Jens Peder Hansen scorede direkte på hjørnespark, og Esbjerg endte med at sejre 2–1.
Han var også med til at vinde mesterskabet i 1962, 1963 og 1965 samt pokalturneringen i 1964.
Jens Peder Hansen var i 1954 en af de fire gæstespillere på Køges fem ugers tur til Østen.
Han kom aldrig til at få en professionel karriere i udlandet, selvom han fik et par tilbud, men efter at have afsluttet sin aktive karriere kom han til med Esbjergs veteranhold ved flere tilfælde at spille kampe i Canada, hvor en dansk udvandrer, der havde oplevet Hansen i hans storhedstid, inviterede holdet — med alt betalt — til at komme til sit nye fædreland, forudsat at Jens Peder Hansen var med.

### Landsholdskarriere
Jens Peder Hansen fik to ungdomslandskampe lige efter krigen, hvorpå han debuterede på det danske A-landshold i august 1949 i Aarhus mod Island, der spillede sin første landskamp på udebane og dermed også sin første kamp på en græsbane. 22-årige Jens Peder Hansen spillede centerforward og scorede to mål i kampen, som Danmark vandt med 5-1.
Han spillede først sin sidste landskamp tolv år senere og var blandt andet med til OL 1952 i Helsinki, hvor han spillede alle tre kampe. Jens Peder Hansen opnåede at spille alle fem angrebspladser på landsholdet – højre wing (3 gange), højre innerwing (4), centerforward (9), venstre innerwing (2) og venstre wing (20) — i en periode, hvor der blev spillet efter et ret fast system. Han opnåede at spille 38 A-landskampe i perioden 1949-61 og heri score 18 mål. Jens Peder Hansen spillede desuden tre gange på B-landsholdet (i 1952, 1956 og 1960).

### Spillestil
Jens Peder Hansen var kendt for sine snævre, hurtige træk og sine aldeles uberegnelige driblinger. Han var en humørspiller, som på sine bedste dage var umulig at styre. Selvom han var udpræget højrebenet, spillede han for det meste i venstresiden, hvor han ofte scorede – med højrebenet. Med et par hjemmelavede finter trak han ind i banen og fyrede kanonen af. Han var en rigtig publikumsspiller, som var umådelig populær overalt. En episode under hjemmekamp i 1962 illustrerer dette: Hansen kedede sig tilsyneladende under kampen, og på et gik han ud af banen for at få en pølse ved pølsevognen, hvorpå han kom tilbage og spillede videre — til publikums store morskab og trænerens tilsvarende vrede. Esbjerg vandt dog kampen stort. Uden for banen var han også en meget underholdende person, som gav holdkammeraterne mange morsomme oplevelser.

## Civil karriere
Civilt var han først remisearbejder ved DSB, derpå kommunalarbejder i Esbjerg Idrætspark og sidenhen chauffør. I 1962 skrev han bogen med de berømte ord "Kom Så Jens Peder" som titel. Hans mellemnavn blev meget ofte skrevet "Peter" og udtalt "Petter".
I slutningen af sit liv var Jens Peder Hansen træner i Esbjerg IF 92.

## Hæder
Han modtog i 1951 "Esbjerg bys idrætspris". Han blev optaget i DBU's Hall of Fame i 2016.